# 史密斯半島
74°25′S 61°15′W / 74.417°S 61.250°W
史密斯半島（英語：Smith Peninsula）是南極洲的半島，位於帕爾默地東岸，長46公里、寬18公里，該半島在1940年12月被美國探險隊發現，現時由南極條約體系管理。